# Wahlstorf (Gehlsbach)
Wahlstorf ist ein Ortsteil der Gemeinde Gehlsbach im Landkreis Ludwigslust-Parchim in Mecklenburg-Vorpommern (Deutschland).

## Lage
Der Ort liegt nahe der Grenze zu Brandenburg, etwa zwölf Kilometer südlich von Lübz in einer flachen Umgebung ohne herausragende Anhöhen. Der Gehlsbach und der Seegraben bildeten als Fließgewässer die Ost- und Nordgrenze der ehemaligen Gemeinde. Beide stehen, wie auch das Quaßliner Moor und der Süden der Gemeinde (Marienfließ), unter Naturschutz.
Der Ort liegt westlich der Bundesstraße 103 und nördlich der Bundesautobahn 24. Letztere ist über den Anschluss Pritzwalk zu erreichen. Größere überregionale Straßen gibt es in der Gemeinde nicht.
Ortsteile der ehemaligen Gemeinde waren:
- Darß, ein kleines Angerdorf mit ursprünglich sieben Bauernstellen
- Quaßlin
- Quaßliner Mühle (bis März 1937 eine Exklave der preußischen Provinz Brandenburg und ein Bestandteil der Gemeinde Jännersdorf)
- Wahlstorf[1]

## Geschichte

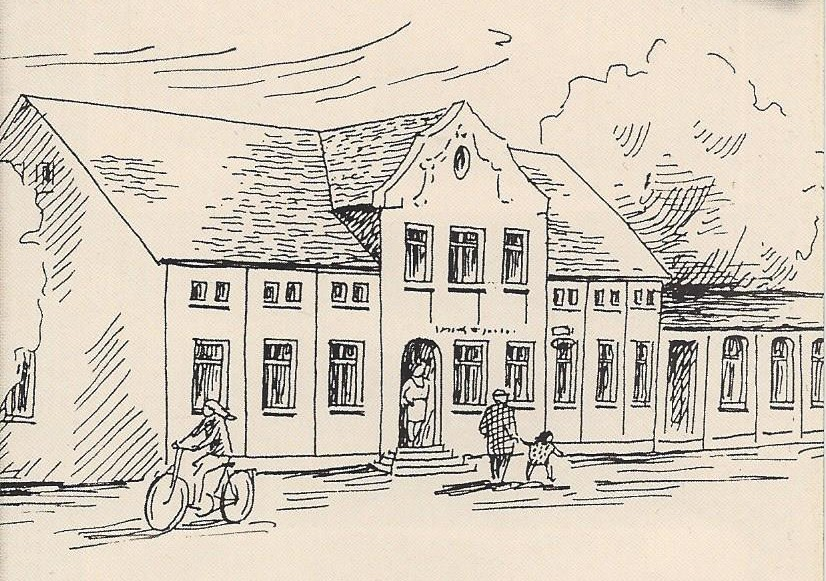
Ottoquelle

Die Gemarkung liegt in der historischen Landschaft T(h)ure. Das Dorf Quaßlin wurde um 1300 erstmals Quarcellyn urkundlich erwähnt. Der Ortsname stammt vom slawischen Wort kvasŭ für Mahl ab, also Mahl (Mühlen-)ort oder Ort des Kvasola (Ort des Müllers).
Der Name Wahlstorf leitet sich vom slawischen Lokator des Dorfes ab, also Dorf des Val, ebenso wie bei Tessenow mit Ort des Têšen. Der Name des Ortsteiles Darß leitet sich vom altslawischen Wort dračĭ für Dornenstrauch ab, also Dornort.
Die Gaststätte „Zur Ottoquelle“ besteht seit 1863.
Im Jahre 1843 wurden unter Leitung von Johann Ritter die Großsteingräber bei Wahlstorf archäologisch untersucht. Heute finden sich keine Spuren mehr.
Die vormals eigenständige Gemeinde Wahlstorf fusionierte zum 1. Januar 2014 mit der Gemeinde Karbow-Vietlübbe zur neu gebildeten Gemeinde Gehlsbach.

## Sehenswürdigkeiten
- Dorfkirche Darß
- Naturschutzgebiet Marienfließ
- Naturschutzgebiet Quaßliner Moor

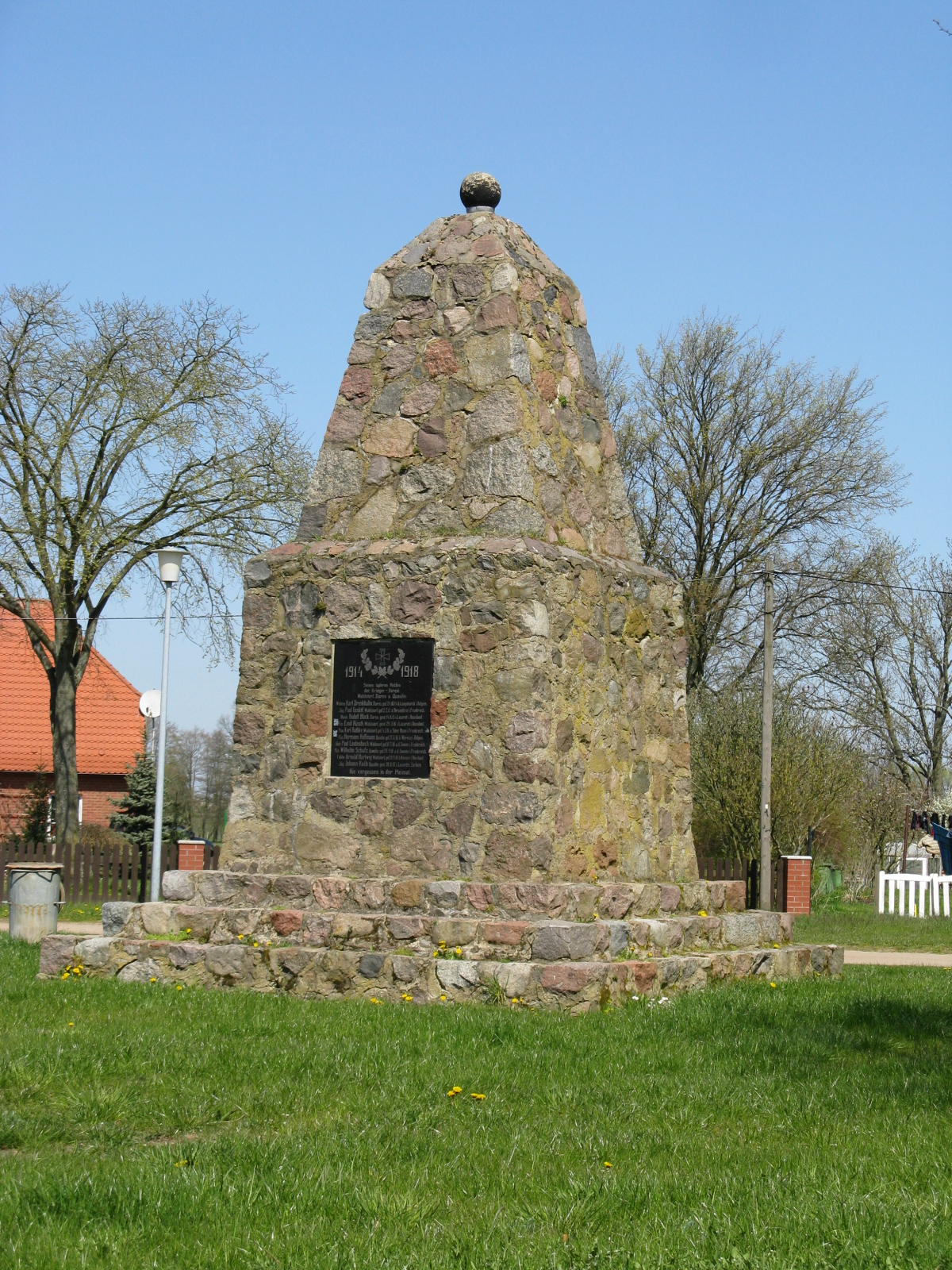
Kriegerdenkmal Wahlstorf
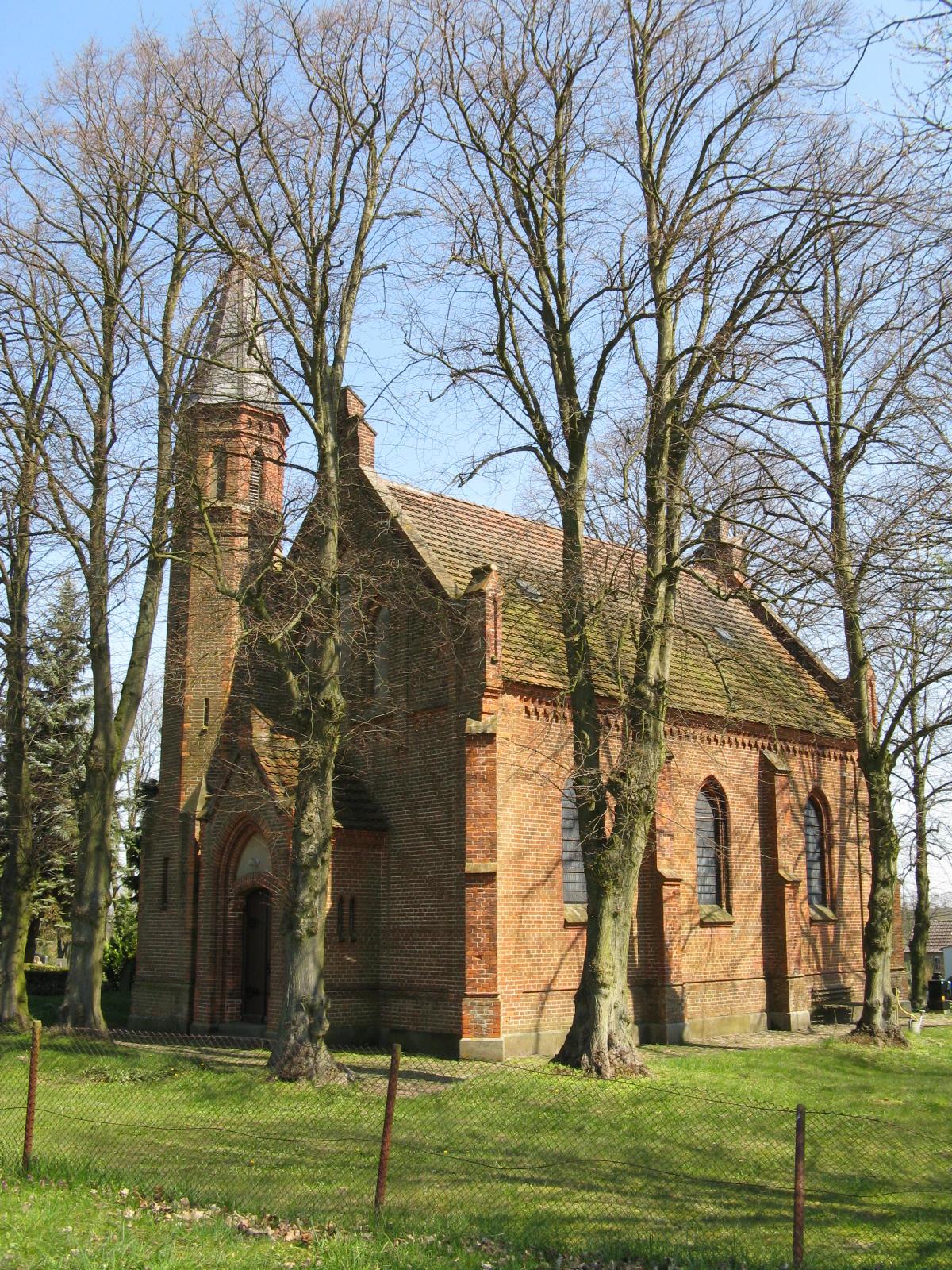
Dorfkirche in Darß
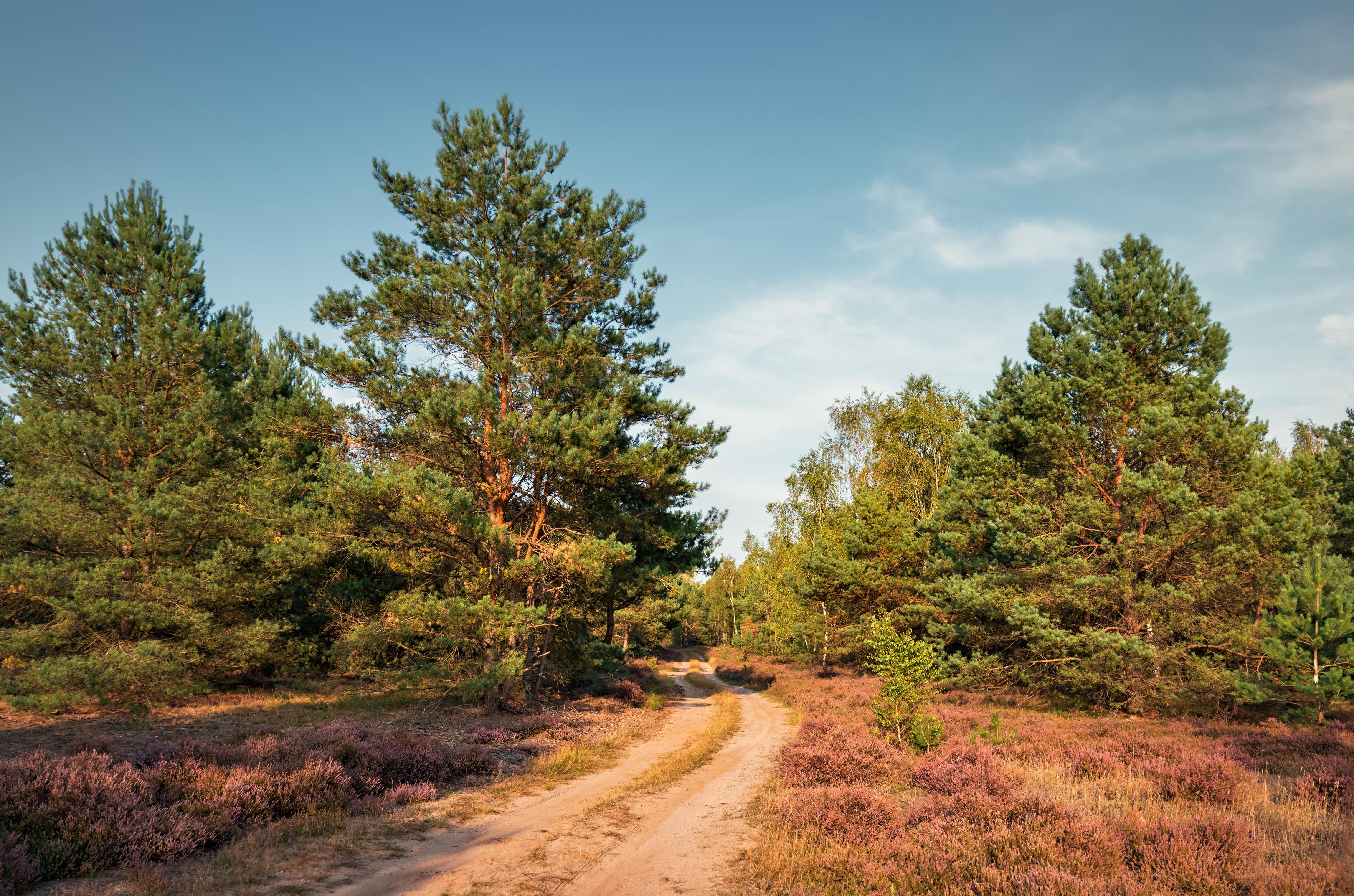
Marienfließ
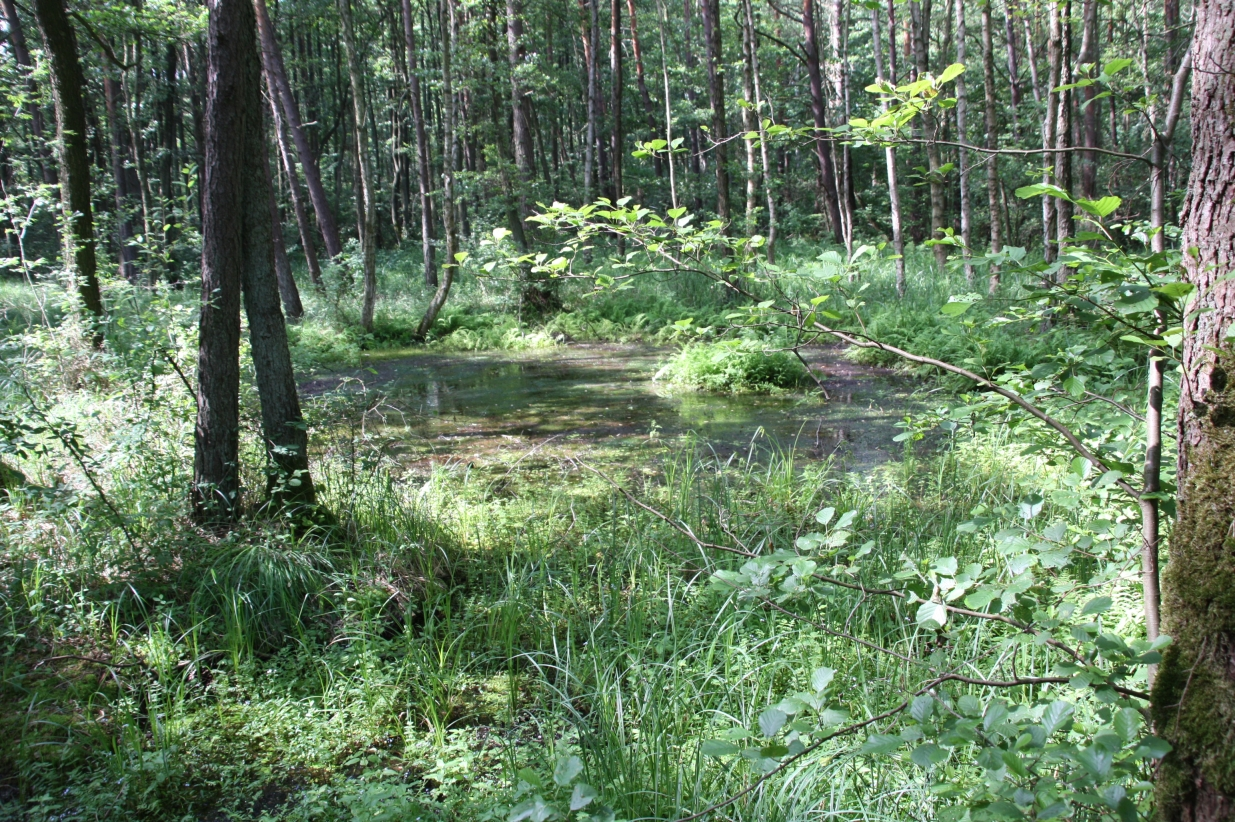
Quaßliner Moor